# Beaumetz Cross Roads Cemetery
Le cimetière « Beaumetz Croos Road Cemetery » est l'un de deux cimetières militaires de la Première Guerre mondiale situés sur le territoire de la commune de Beaumetz-lès-Cambrai, Pas-de-Calais. Le second est Beaumetz-les-Cambrai Military Cemetery N°1.

## Localisation
Ce cimetière est situé à 500 m au sud du village près de la chapelle Notre-Dame de Lourdes.

## Historique
Beaumetz-lès-Cambrai a été occupé par les Allemands dès fin août 1914 et resta loin du front jusqu'en 1917. Le village a été capturé par l'ennemi le 22 mars 1918, après une défense obstinée des 51e et 25e divisions et repris définitivement au milieu du mois de septembre suivant. Le cimetière de Beaumetz Cross Roads a été inauguré par des unités de combat en mars 1917 et utilisé jusqu'en février 1918.

## Caractéristiques
Ce cimetière comporte les tombes de 283 soldats du Commonwealth dont 99 ne sont pas identifiés et les tombes de 4 Allemands. Il couvre une superficie de 1 405 mètres carrés et est entouré d'un mur de silex sur trois côtés.

## Galerie

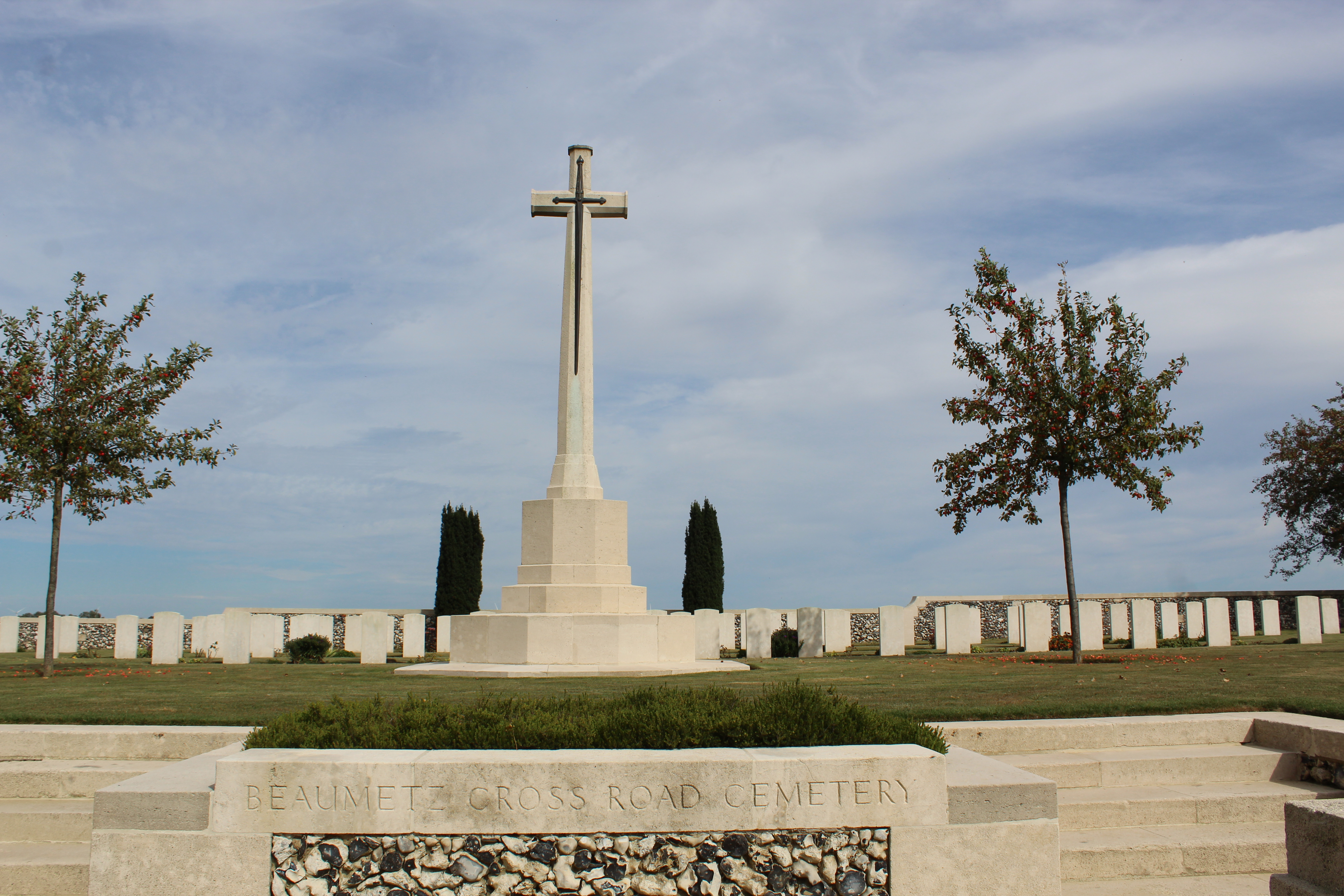
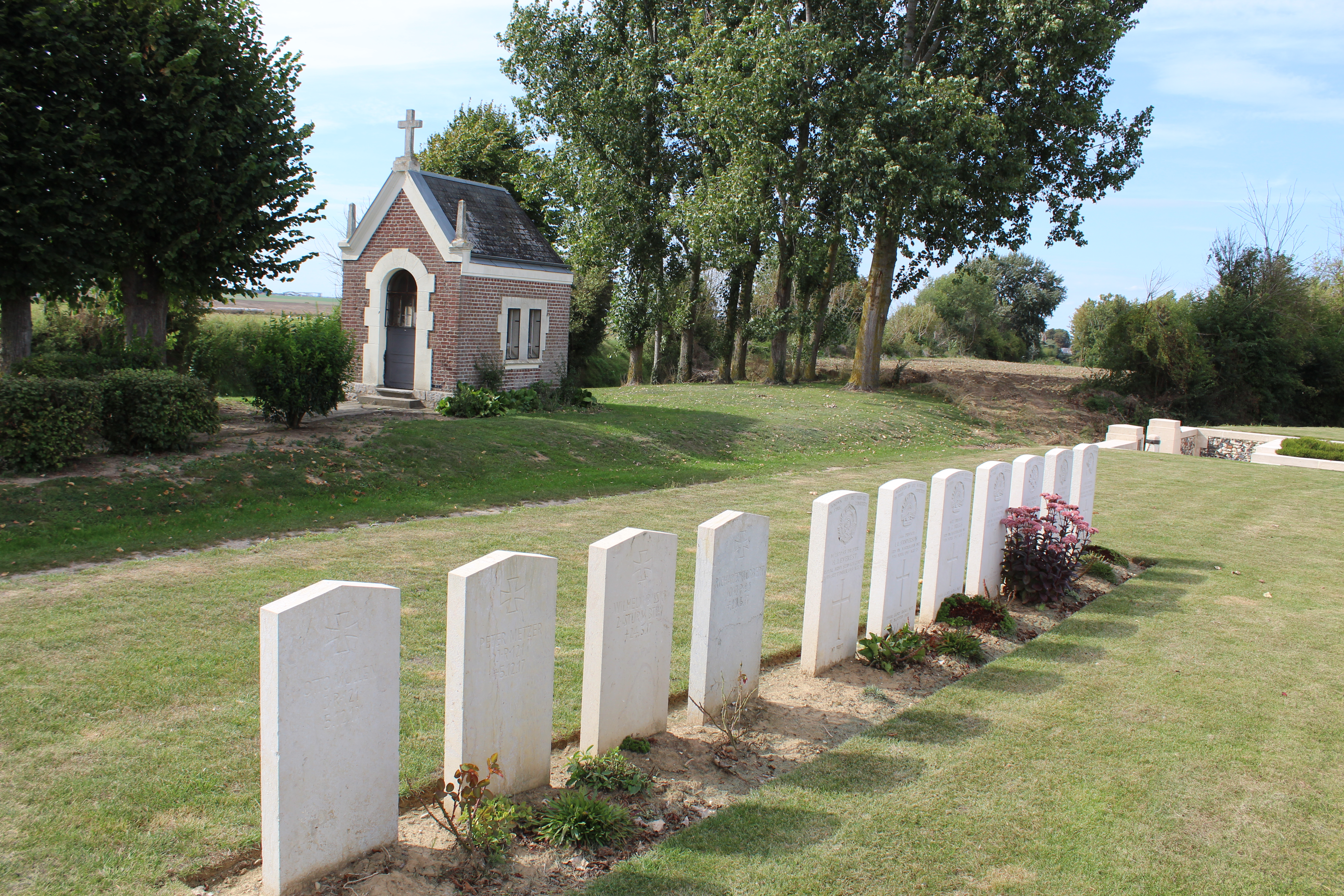
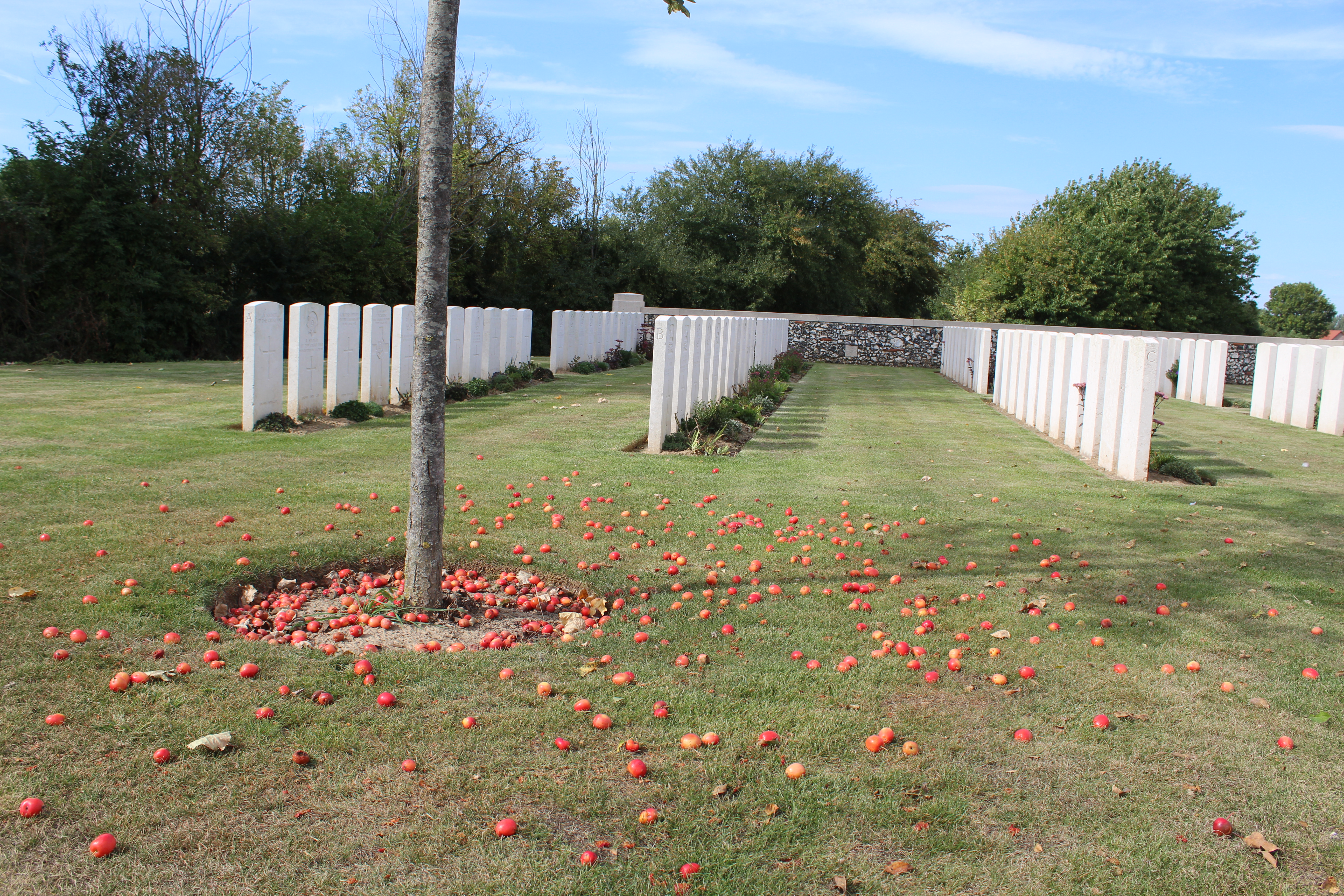
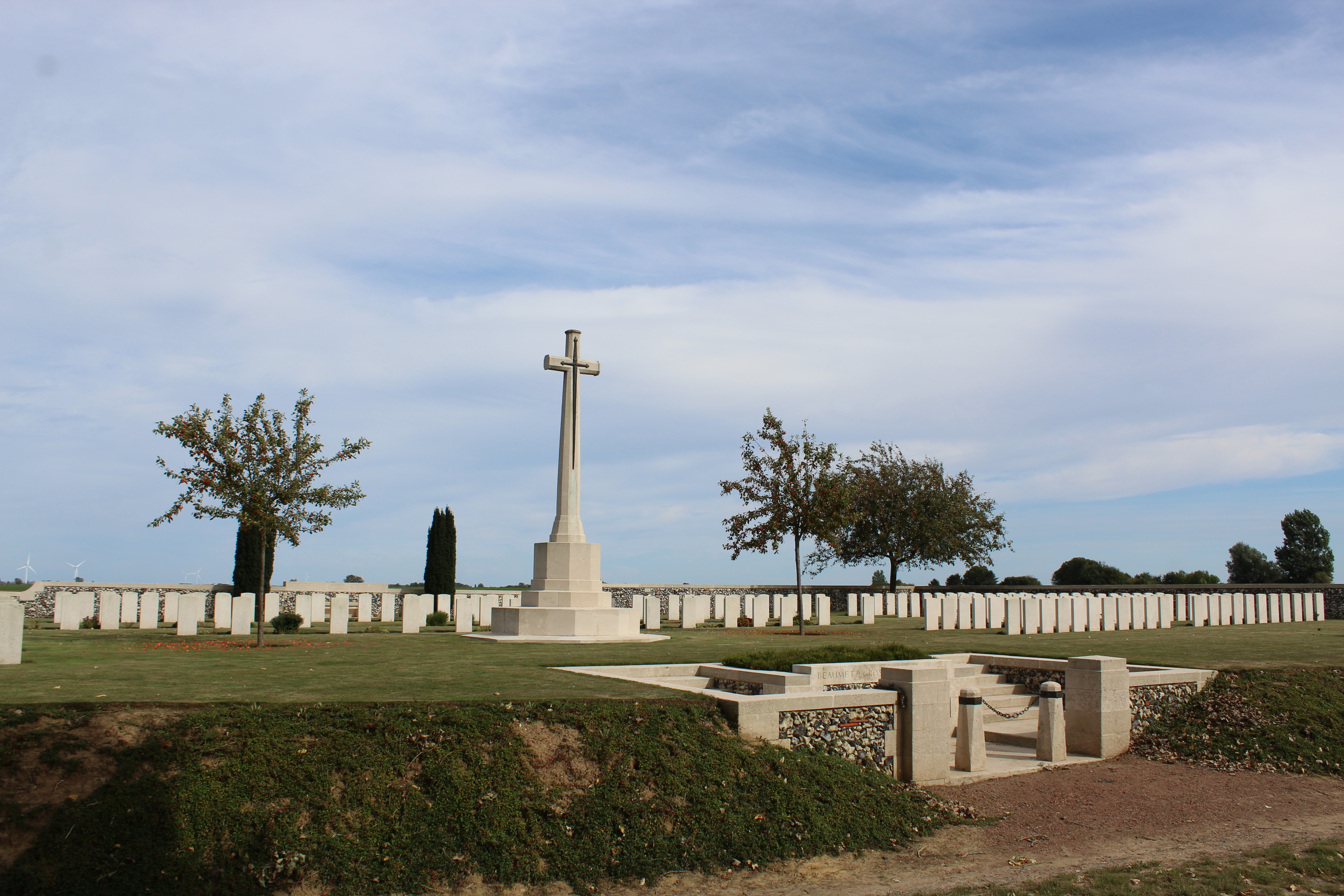

## Sépultures
| Pays             | Sépultures |
| ---------------- | ---------- |
| Royaume-Uni      | 211        |
| Australie        | 59         |
| Nouvelle-Zélande | 13         |
| Allemagne        | 4          |
| Total            | 287        |

## Pour approfondir